# Дэвис, Джорджиан
Джорджиан Дэвис (англ. Georgiann Davis) — доцент кафедры социологии в Университете штата Невада, Лас-Вегас и автор книги «Споры об интерсексности: сомнительный диагноз» (англ. Contesting Intersex: The Dubious Diagnosis). Дэвис ранее занимала аналогичную должность в Университете Южного Иллинойса в Эдуардсвилле. Дэвис — интерсекс-женщина с синдромом нечувствительности к андрогенам, много пишущая о проблемах интерсекс-людей.

## Детство
В видео для проекта «Interface Project», действующего при поддержке interACT, Дэвис рассказала, что она родилась с синдромом полной нечувствительности к андрогенам. Это выяснилось в подростковом возрасте, после того как она попала в больницу с болями в животе. Врачи удалили ей яички, не сообщив её истинный диагноз, а вместо этого сказав, что у неё рак. В интервью журналу «Ms.» она говорит:
Все эти разговоры о раке используется для оправдания хирургических вмешательств ... Тело, которое бросает вызов бинарному пониманию пола, пугает тех, кто отказывается принимать естественное биологическое разнообразие, встречающееся у разных видов. В течение многих лет многие врачи были ориентированы на применение скальпелей, чтобы ослабить свои страхи и утвердить свою власть над телом.

## Работы

### Книги
В книге «Споры об интерсексности: сомнительный диагноз» (англ. Contesting Intersex: The Dubious Diagnosis") Дэвис исследует историю интерсекс-движения США, с акцентом на медикализацию тел интерсекс-людей и оспариваемый интерсекс-движением переход медицинского языка от термина «интерсекс» к термину «нарушение формирования пола». Книга получила положительные отзывы. Элизабет Рейс пишет, что работа Дэвис содержит «пронзительные интервью и проницательный анализ», в то время как «Choice» описывает книгу как «убедительный рассказ о том, как активисты, родители, разные медицинские специалисты и учреждения, а также люди с интерсекс-вариациями реагируют на разнообразие репродуктивного развития человека».

### Научные и другие работы
Дэвис писала как научные статьи, так и статьи для широкой аудитории. Её научные работы включают статьи по вопросам предимплантационной генетической диагностики, олимпийского секс-тестирования, а также медицинской терминологии и медицину как профессию. На её работу ссылался комитет Сената Австралии в 2013 году.
В статье, «Out of Bounds? A Critique of the New Policies on Hyperandrogenism in Elite Female Athletes», написанной совместно с Катриной Карказис, Ребеккой Джордан-Янг и Сильвией Кампореси, и опубликованной в 2012 году в журнале по биоэтике American Journal of Bioethics, они утверждают, что новая политика определения пола в спорте, проводимая Международной ассоциацией федераций легкой атлетики, не защитит от нарушений конфиденциальности, потребует от спортсменов ненужного лечения для участия в соревнованиях и усилит «гендерную политику». Они рекомендуют спортсменам соревноваться в соответствии с их законным полом.
В 2013 году её статья «The Social Costs of Preempting Intersex Traits» была опубликована в журнале по биоэтике American Journal of Bioethics. Она ставит под сомнение использование преимплантационной генетической диагностики для нахождения интерсекс-вариаций, утверждая, что интерсекс-вариации отражают необходимое естественное разнообразие; отбраковывание интерсекс-эмбрионов по существу защищает «бинарную идеологию в вопросах пола». Она описывает это как форму евгеники, которая «стирает» интерсекс-людей, ведущих полноценную и счастливую жизнь Кроме того, если отбраковывание интерсекс-вариаций является «морально допустимой» из-за стигмы и плохих социальных результатов, то «мы должны признать, что основной источник стыда и стигмы у лиц с интерсекс-вариациями кроется в деятельности медицинского сообщества».

## Академические интересы
Дэвис — доцент кафедры социологии в Университете штата Невада, Лас-Вегас, где её академические интересы включают интерсекс-признаки, пол и гендер, тело, а также медицину как профессию.

## Правозащитная деятельность
Дэвис является бывшим президентом группы поддержки людей с нечувствительностью к андрогенам AIS-DSD. В настоящее время является членом совета директоров interACT.

## Награды
- В 2014 году Дэвис получила премию Vaughnie Lindsay New Investigator Award от Университета Южного Иллинойса в Эдуардсвилле, после того как её признали «самой многообещающей исследовательницей в кампусе».
- В 2013 году она получила исследовательский грант Социологического общества Среднего Запада.
- В 2012 году она получила премию «За выдающиеся диссертации» от Университета Иллинойса в Чикаго.
- В 2010 году она получила награду Rue Bucher Memorial Award и стипендию Brauner от Университета Иллинойса в Чикаго.
- В 2009 году она получила стипендию имени Бет Б. Хесс от организации Социологи за женщин в обществе[11][12].